# Jesper Karlsson
Karl Jesper Karlsson (Falkenberg, 25 luglio 1998) è un calciatore svedese, attaccante del Bologna e della nazionale svedese.

## Caratteristiche tecniche
Ala d'attacco di piede destro, ha nell'agilità e nella rapidità nello stretto i suoi punti di forza, ricevendo spesso palla con i piedi sulla linea e cercando di superare il diretto avversario in dribbling. Predilige puntare verso l'interno del campo per liberare lo spazio per il tiro dalla distanza, sua specialità. Utilizza bene anche il piede debole e cerca sempre di creare superiorità numerica sull'esterno, effettuando passaggi chiave o giocate imprevedibili. Forte nelle gambe e duro nei contrasti, utilizza la sua buona fisicità per avere la meglio sul difensore.

## Carriera

### Club

#### Falkenberg
È cresciuto calcisticamente prima nell'IF Böljan e poi nel Falkenberg, squadra in cui il 21 febbraio 2016 ha compiuto l'esordio professionistico in occasione della partita della fase a gironi della Coppa di Svezia 2015-2016 vinta per 0-2 contro il Tenhults IF.
Il 3 aprile 2016 ha fatto il suo esordio nell'Allsvenskan, massimo livello del campionato svedese, in occasione della sconfitta casalinga alla prima giornata contro l'IFK Göteborg. Il 17 luglio seguente ha messo a segno le sue prime due reti da professionista in occasione della trasferta pareggiata, per 3-3, contro l'Hammarby. Nonostante le 7 reti di Karlsson in 27 presenze, il Falkenberg ha terminato quel campionato all'ultimo posto con soli 10 punti all'attivo in 30 giornate ed è quindi retrocesso.

#### Elfsborg
Il 2 dicembre 2016 viene acquistato a titolo definitivo dall'Elfsborg in cambio di 4 milioni di corone, circa 400.000 euro. Il giocatore ha firmato un contratto quinquennale valido dal gennaio 2017 fino al dicembre 2021. L'esordio ufficiale è arrivato il 19 febbraio 2017 in occasione del pareggio interno, per 2-2, contro l'IFK Värnamo in Coppa di Svezia. Il 23 agosto successivo ha messo a segno la sua prima rete con la maglia della sua nuova squadra in occasione del secondo turno di coppa vinto, per 3-4, contro il Landskrona BoIS. La sua prima stagione in giallonero si è chiusa con 14 presenze in campionato e 0 gol, mentre nell'Allsvenskan 2018 le partite giocate sono state 22, anche in questo caso senza reti segnate.
Nel campionato 2019 Karlsson si è imposto come miglior marcatore stagionale dei gialloneri, con 8 gol realizzati in 25 partite. Ancora superiore è stato il rendimento offensivo da lui ottenuto nel corso dell'Allsvenskan 2020, tuttavia l'11 settembre di quell'anno è stata annunciata la sua cessione agli olandesi dell'AZ Alkmaar, anche se un accordo tra le due società gli ha permesso di rimanere all'Elfsborg fino al successivo 28 settembre. Al momento della sua partenza, egli era il vice capocannoniere del campionato di Allsvenskan 2020, con un bottino personale di 11 gol e 4 assist in 22 presenze che ha contribuito a portare la squadra al momentaneo 3º posto in classifica.

#### AZ Alkmaar
L'11 settembre 2020 si trasferisce ufficialmente all'AZ Alkmaar per 27 milioni di corone, poco più di 2 milioni e mezzo di euro. Anche in questo caso, come era avvenuto in precedenza per il suo arrivo all'Elfsborg, firma un accordo di cinque anni. Dopo l'esordio in Eredivisie del 4 ottobre è stato confermato nel tridente offensivo della squadra di Arne Slot, mettendo a segno 11 gol e realizzando diversi assist.

#### Bologna e prestito al Lecce
Il 23 agosto 2023, Karlsson viene acquistato dal Bologna, in Serie A, per circa 11 milioni di euro. Quattro giorni dopo esordisce in maglia rossoblu nel secondo tempo della partita pareggiata in casa della Juventus, subentrando a Riccardo Orsolini. Nel corso della sua prima stagione coi rossoblù trova poco spazio per infortuni o scelte tecniche dell'allenatore Thiago Motta.
L'anno successivo, con l'arrivo di Vincenzo Italiano sulla panchina dei felsinei, dopo essere stato escluso dalla lista della UEFA Champions League, trova maggiore spazio, tanto che il 10 novembre 2024 segna la sua prima rete in Serie A, nel successo per 3-2 in casa della Roma. Tuttavia dopo questa rete torna a essere ai margini della rosa.
Il 4 gennaio 2025 viene ceduto in prestito al Lecce. Esordisce con i salentini il 5 gennaio 2025, nel pareggio casalingo a reti inviolate contro il Genoa. Il 27 aprile segna il suo primo gol con i salentini, nella partita di campionato pareggiata per 1-1 sul campo dell'Atalanta.

## Statistiche

### Presenze e reti nei club
Statistiche aggiornate al 4 giugno 2025.
| Stagione          | Squadra           | Campionato        | Campionato | Campionato | Coppe nazionali | Coppe nazionali | Coppe nazionali | Coppe continentali | Coppe continentali | Coppe continentali | Altre coppe | Altre coppe | Altre coppe | Totale | Totale |
| Stagione          | Squadra           | Comp              | Pres       | Reti       | Comp            | Pres            | Reti            | Comp               | Pres               | Reti               | Comp        | Pres        | Reti        | Pres   | Reti   |
| ----------------- | ----------------- | ----------------- | ---------- | ---------- | --------------- | --------------- | --------------- | ------------------ | ------------------ | ------------------ | ----------- | ----------- | ----------- | ------ | ------ |
| 2016              | Falkenberg        | A                 | 26         | 7          | CS+CS           | 2+1             | 0               | -                  | -                  | -                  | -           | -           | -           | 29     | 7      |
| 2017              | Elfsborg          | A                 | 14         | 0          | CS+CS           | 2+1             | 0+1             | -                  | -                  | -                  | -           | -           | -           | 17     | 1      |
| 2018              | Elfsborg          | A                 | 22         | 0          | CS+CS           | 3+1             | 0+1             | -                  | -                  | -                  | -           | -           | -           | 26     | 1      |
| 2019              | Elfsborg          | A                 | 25         | 8          | CS+CS           | 0+1             | 0+1             | -                  | -                  | -                  | -           | -           | -           | 26     | 9      |
| 2020              | Elfsborg          | A                 | 22         | 11         | CS              | 4               | 1               | -                  | -                  | -                  | -           | -           | -           | 26     | 12     |
| Totale Elfsborg   | Totale Elfsborg   | Totale Elfsborg   | 83         | 19         |                 | 12              | 4               |                    | -                  | -                  |             | -           | -           | 95     | 23     |
| 2020-2021         | AZ Alkmaar        | ED                | 32         | 11         | CO              | 1               | 0               | UEL                | 6                  | 1                  | -           | -           | -           | 39     | 12     |
| 2021-2022         | AZ Alkmaar        | ED                | 34+4       | 15+2       | CO              | 4               | 3               | UEL+UECL           | 1+8                | 0+1                | -           | -           | -           | 51     | 21     |
| 2022-2023         | AZ Alkmaar        | ED                | 23         | 9          | CO              | 2               | 2               | UECL               | 8                  | 2                  | -           | -           | -           | 33     | 13     |
| lug.-ago. 2023    | AZ Alkmaar        | ED                | 0          | 0          | CO              | 0               | 0               | UECL               | 1                  | 0                  | -           | -           | -           | 1      | 0      |
| Totale AZ Alkmaar | Totale AZ Alkmaar | Totale AZ Alkmaar | 89+4       | 35+2       |                 | 7               | 5               |                    | 24                 | 4                  |             | -           | -           | 124    | 46     |
| ago. 2023-2024    | Bologna           | A                 | 7          | 0          | CI              | 1               | 0               | -                  | -                  | -                  | -           | -           | -           | 8      | 0      |
| 2024-gen. 2025    | Bologna           | A                 | 7          | 1          | CI              | 0               | 0               | UCL                | 0                  | 0                  | -           | -           | -           | 7      | 1      |
| Totale Bologna    | Totale Bologna    | Totale Bologna    | 14         | 1          |                 | 1               | 0               |                    | -                  | -                  |             | -           | -           | 15     | 1      |
| gen.-giu. 2025    | Lecce             | A                 | 13         | 1          | CI              | 0               | 0               | -                  | -                  | -                  | -           | -           | -           | 13     | 1      |
| Totale carriera   | Totale carriera   | Totale carriera   | 229        | 65         |                 | 23              | 9               |                    | 24                 | 4                  |             | -           | -           | 276    | 78     |

### Cronologia presenze e reti in nazionale
| Cronologia completa delle presenze e delle reti in nazionale ― Svezia | Cronologia completa delle presenze e delle reti in nazionale ― Svezia | Cronologia completa delle presenze e delle reti in nazionale ― Svezia | Cronologia completa delle presenze e delle reti in nazionale ― Svezia | Cronologia completa delle presenze e delle reti in nazionale ― Svezia | Cronologia completa delle presenze e delle reti in nazionale ― Svezia | Cronologia completa delle presenze e delle reti in nazionale ― Svezia | Cronologia completa delle presenze e delle reti in nazionale ― Svezia |
| Data                                                                  | Città                                                                 | In casa                                                               | Risultato                                                             | Ospiti                                                                | Competizione                                                          | Reti                                                                  | Note                                                                  |
| --------------------------------------------------------------------- | --------------------------------------------------------------------- | --------------------------------------------------------------------- | --------------------------------------------------------------------- | --------------------------------------------------------------------- | --------------------------------------------------------------------- | --------------------------------------------------------------------- | --------------------------------------------------------------------- |
| 9-1-2020                                                              | Doha                                                                  | Svezia                                                                | 1 – 0                                                                 | Moldavia                                                              | Amichevole                                                            | -                                                                     | 78’                                                                   |
| 12-1-2020                                                             | Doha                                                                  | Svezia                                                                | 1 – 0                                                                 | Kosovo                                                                | Amichevole                                                            | -                                                                     | 73’                                                                   |
| 31-3-2021                                                             | Stoccolma                                                             | Svezia                                                                | 1 – 0                                                                 | Estonia                                                               | Amichevole                                                            | -                                                                     |                                                                       |
| 5-9-2021                                                              | Stoccolma                                                             | Svezia                                                                | 2 – 1                                                                 | Uzbekistan                                                            | Amichevole                                                            | -                                                                     |                                                                       |
| 8-9-2021                                                              | Atene                                                                 | Grecia                                                                | 2 – 1                                                                 | Svezia                                                                | Qual. Mondiali 2022                                                   | -                                                                     | 77’                                                                   |
| 11-11-2021                                                            | Batumi                                                                | Georgia                                                               | 2 – 0                                                                 | Svezia                                                                | Qual. Mondiali 2022                                                   | -                                                                     | 87’                                                                   |
| 29-3-2022                                                             | Chorzów                                                               | Polonia                                                               | 2 – 0                                                                 | Svezia                                                                | Qual. Mondiali 2022                                                   | -                                                                     | 80’                                                                   |
| 19-11-2022                                                            | Malmö                                                                 | Svezia                                                                | 2 – 0                                                                 | Algeria                                                               | Amichevole                                                            | -                                                                     | 67’                                                                   |
| 27-3-2023                                                             | Göteborg                                                              | Svezia                                                                | 5 – 0                                                                 | Azerbaigian                                                           | Qual. Euro 2024                                                       | 1                                                                     | 82’                                                                   |
| 16-6-2023                                                             | Stoccolma                                                             | Svezia                                                                | 4 – 1                                                                 | Nuova Zelanda                                                         | Amichevole                                                            | 2                                                                     |                                                                       |
| 20-6-2023                                                             | Vienna                                                                | Austria                                                               | 2 – 0                                                                 | Svezia                                                                | Qual. Euro 2024                                                       | -                                                                     | 77’                                                                   |
| 9-9-2023                                                              | Tallinn                                                               | Estonia                                                               | 0 – 5                                                                 | Svezia                                                                | Qual. Euro 2024                                                       | -                                                                     | 79’                                                                   |
| 12-9-2023                                                             | Solna                                                                 | Svezia                                                                | 1 – 3                                                                 | Austria                                                               | Qual. Euro 2024                                                       | -                                                                     | 64’ 71’                                                               |
| 12-10-2023                                                            | Solna                                                                 | Svezia                                                                | 3 – 1                                                                 | Moldavia                                                              | Amichevole                                                            | 2                                                                     | 89’                                                                   |
| Totale                                                                |                                                                       | Presenze                                                              | 14                                                                    |                                                                       | Reti                                                                  | 5                                                                     |                                                                       |